# Chemosynthese
Chemosynthese is het proces waarmee micro-organismen (voornamelijk bacteriën) koolstofdioxide kunnen assimileren met behulp van chemische energie, dus in afwezigheid van zonlicht en zonder de mogelijkheid van fotosynthese.  De chemische energie is afkomstig van de oxidatie van anorganische verbindingen, zoals ammonium (NH4+), nitriet (NO2−), waterstofgas (H2), methaan (CH4), waterstofsulfide (H2S).
Dergelijke organismen worden chemo-autotroof of chemo-lithotroof genoemd; ze produceren organische verbindingen (zoals koolhydraten) onder andere uit koolstofdioxide en water. Door oxidatie van anorganische verbindingen verkrijgen ze energie. Deze energie wordt vastgelegd in adenosinetrifosfaat (ATP).

## Chemosynthetische micro-organismen

### Zwavelbacteriën
- Zwavelbacteriën kunnen bijvoorbeeld waterstofsulfide oxideren tot zwavel:

### Nitrificerende bacteriën
- Nitrietbacteriën kunnen ammoniak oxideren tot nitriet:

- Nitraatbacteriën oxideren nitriet tot nitraat:

Nitriet- en nitraatbacteriën worden nitrificerende bacteriën genoemd en vormen een belangrijke schakel in de omvorming van stikstof, afkomstig van proteïne, tot stikstof die in de vorm van nitraat opneembaar is voor planten.

### Methanogene archaea
Een andere vorm van chemosynthese is methanogenese. Alleen Archaea kunnen deze vorm van chemosynthese bewerkstelligen.
- Gedurende methanogenese wordt methaan (CH4) gevormd na oxidatie van waterstof (H2) door koolstofdioxide (CO2):

Het kan ook reacties betreffen als acetotrofie. Hierbij verkrijgt een organisme de benodigde energie door oxidatie van acetaat tot methaan.

## Voorbeelden van chemosynthese

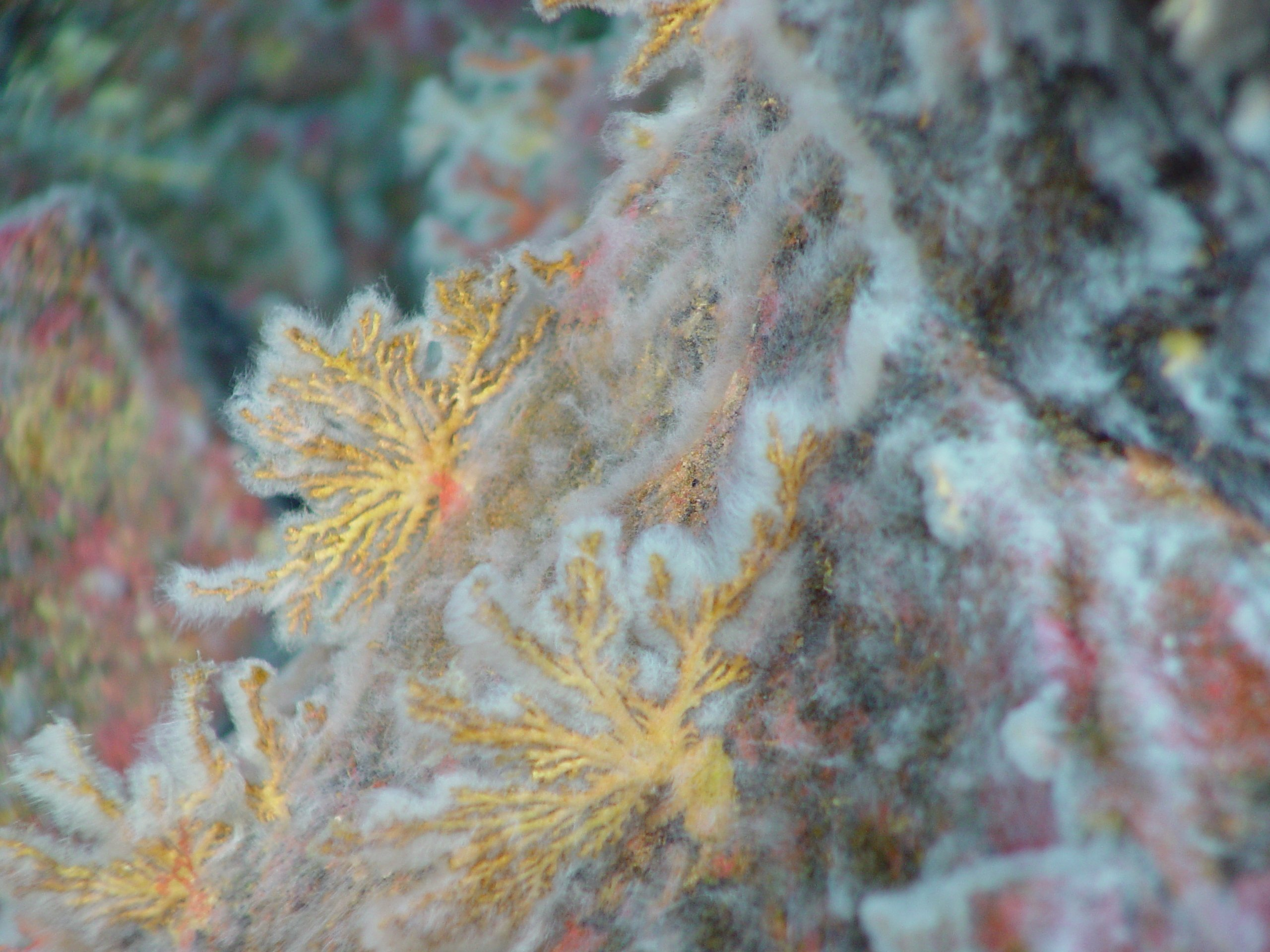
Pluizige witte bacteriële mat bedekt gele koralen en de omliggende rotsen nabij de ondiepe top van de East Diamante-vulkaan. De koralen zijn afhankelijk van zonlicht, terwijl de mat de chemische energie gebruikt van hydrothermale vloeistoffen die uit de vulkaan sijpelen. Mariana Arc-regio, westelijke Stille Oceaan, April 2004

Chemosynthese heeft, net als fotosynthese, grote impact op de hele biosfeer. De verantwoordelijke prokaryoten (bacteriën en Archaea) kunnen zich op het land bevinden, in de bodems, maar ook in het inwendige van dieren en planten. Ze zijn ook erg belangrijk in en op het sediment en de rotsen van de zeebodem. De belangrijkste groepen bacteriën die verantwoordelijk zijn voor chemosynthese, zijn de zwavel-oxiderende Gamma-proteobacteriën, ijzer-oxiderende bacteriën en Campylobacterota. De laatste  oxideren voornamelijk waterstofsulfide (H2S) en waterstof (H2).   
Behalve in het maag-darmstelsel worden bacteriën van deze stam ook gevonden in de diepzee rond onderzeese hydrothermale bronnen, de black smokers, en rond koude bronnen, de cold seep. De methaan (CH4)-producerende Archaea (methanogenen) zijn net als de bacteriën die methaan gebruiken (methanotrofen) ook van groot belang voor de biosfeer. Methaan is een belangrijk broeikasgas dat bij overproductie van methanogenen of bij te lage consumptie van methanotrofen vrij kan komen uit de oceanen.  

### In de bodem op het land
Nitrificerende chemosynthetische bacteriën leven in bodems waar ze ammoniak (NH3) omzetten in nitriet en nitraat dat essentieel is voor de groei van planten en algen.   
Methanogenen zijn Archaea die waterstof (H2) gebruiken als elektronenacceptor om met kooldioxide (CO2), methaan (CH4) en water als bijproduct te vormen. Ze leven in de bodem, maar ook in de pensmaag van herkauwers bijvoorbeeld waar ze verantwoordelijk kunnen zijn voor 600 liter methaangas per koe per dag. Ze zijn ook te vinden in de diepzee. Een kenmerk van methanogenese is dat er geen zuurstof bij gebruikt wordt en dat de aanwezigheid ervan zelfs schadelijk is voor het metabolisme van deze Archaea.  

### In de zee

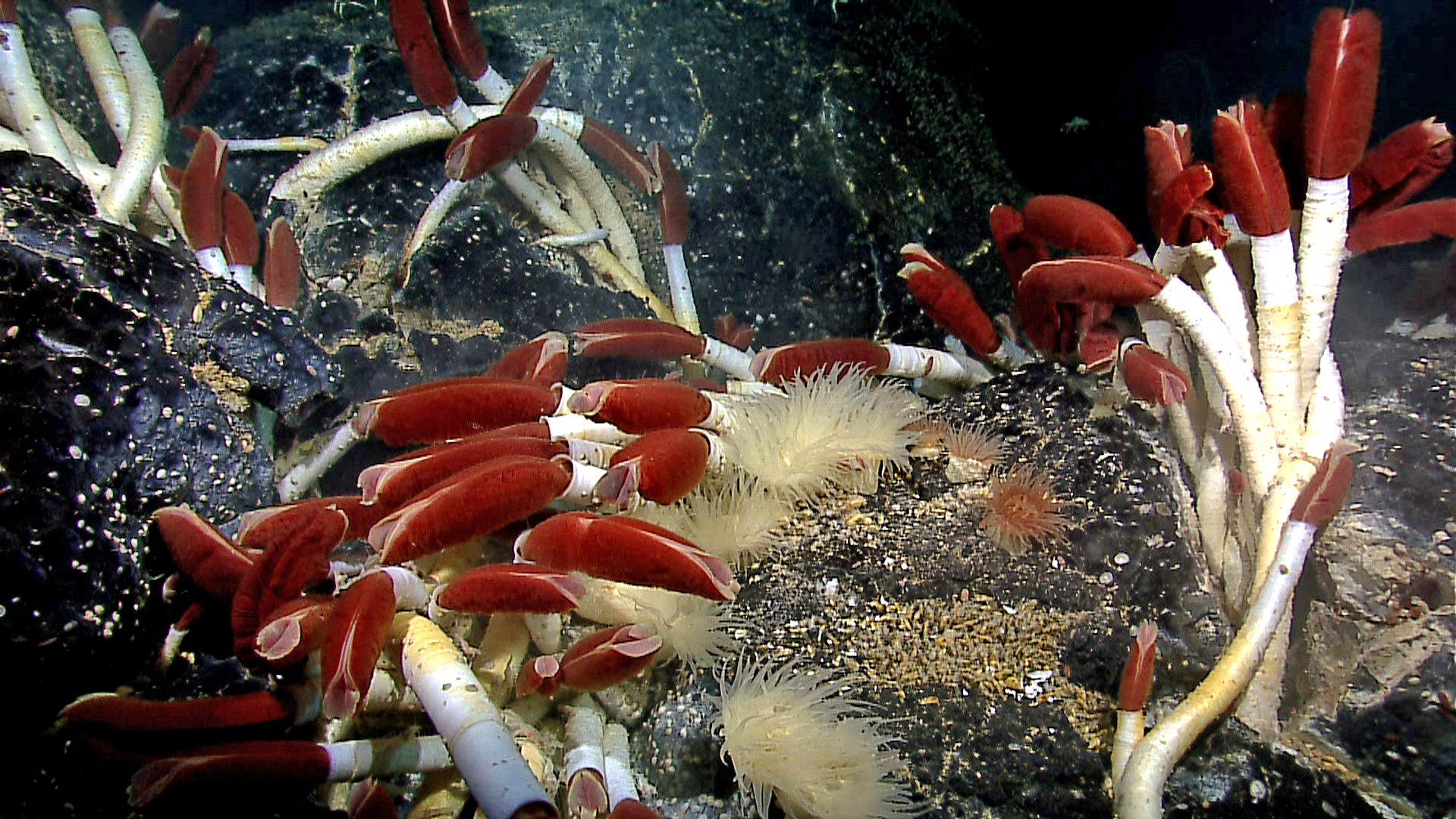
Foto van een van de grootste waargenomen concentraties van de reusachtige kokerworm Riftia pachyptila, met anemonen en mosselen die dicht bij elkaar koloniseerden. Van de NOAA Galapagos Rift-expeditie van 2011

Het leven in de diepzee is voor een groot deel indirect afhankelijk van zonlicht. Het gaat dan om leven dat zich voedt met organisch materiaal van dode organismen die of fotoautrotoof (van fotosynthese gebruik maakte) of heterotroof (zich voedde met platen of andere dieren) waren en waarvan de resten naar beneden dwarrelen. Deze resten worden verteerd doordat ze uit het water gefilterd worden of omdat erop 'gegraasd' wordt.  
In 1977 werden er heetwaterbronnen in de diepzee ontdekt. Deze bronnen bevinden zich boven het magma, daar waar de tektonische platen uiteen drijven en kunnen temperaturen van meer dan 400°C bereiken. Het leven rond deze bronnen is geheel onafhankelijk van zonlicht. In en rond deze vulkanische schoorstenen (black smokers), maar ook rond de koudere cold seeps, die in 1984 ontdekt werden, leven namelijk chemosynthetische bacteriën, die hun energie uit anorganische stoffen halen. Deze bacteriën vormen matten, maar ze kunnen ook, zoals de chemosynthetische zwavelbacteriën, symbiose aangaan met verschillende ongewervelde organismen waaronder de reusachtige kokerworm (Riftia pachyptila) of sommige tweekleppigen, de Lucinidae De symbiose bestaat in het geval van de kokerworm uit de afgifte van organische carbohydraten of ATP door de bacteriën aan de gastheer, die daarvoor in ruil direct waterstofsulfide (H2S) verschaft of het via zijn wortels omhoog pompt voor de symbiotische zwavelbacteriën. 
Het benthische filter in de sedimenten van de oceaanbodem bestaat uit methanotrofen, die methaan oxideren. Dat vermindert de hoeveelheid methaangas die uit de bodem vrijkomt. Het 'filter' bestaat uit matten met methanotrofen die op deze wijze de hoeveelheid methaan die vrijkomt bedwingen. Dit filter bepaalt hoeveel methaan er naar het oppervlak rijst en in de atmosfeer terechtkomt. Het filter bestaat uit verschillende alfa- en gammaproteobacteriën.

### In de oceaankorst
Ook de oceaankorst van meerdere kilometers dik herbergt velerlei anaerobische Archaea en bacteriën die leven op waterstof (H2) en kooldioxide (CO2). Deze korst zou daarmee het eerste ecosysteem zijn dat gebaseerd is op chemische energie in plaats van zonlicht. In 3,5 miljoen jaar oude basaltrotsen, 300 meter diep onder de oceaanbodem, zijn sporen gevonden van zwavelbacteriën en methanogene Archaea. Het ging om sporen van levende prokaryoten want onder bepaalde condities kwam er methaan vrij uit dit gesteente.

## Evolutie
Er wordt geschat dat het leven ongeveer 1 Ga (Giga annum; 1 miljard jaar) na het ontstaan van de Aarde een begin gemaakt heeft. Een populair uitgangspunt daarbij is de mogelijkheid dat het leven ontstaan is bij hydrothermale bronnen zowel op het land als op de zeebodem. De evolutie van leven wordt beschreven door de hypothesen die aan de basis staan van abiogenese en met het ontstaan van protocellen. De hydrothermale bronnen en dan vooral de bronnen met serpentinisatie, die veel koeler zijn dan de black smokers, vormen een continue toevoer van waterstof (H2). De energie die daarmee bij reductie van CO2 vrijkomt is hoog genoeg om methaan (CH4) en korte carbolhydraten te vormen. Transitiemetalen zoals het nulvalente ijzer en nikkel (Fe0, Ni0) werden experimenteel gebruikt als reductor van CO2 en katalysator voor de vorming van CH4 en mierenzuur (CH2O2), het eenvoudigste carbonzuur. Deze reacties zouden wel eens de abiogenesische voorlopers geweest kunnen zijn van de productie van CH4 door microben met gebruik van het acetyl-coenzym A voor fixatie van CO2. De eerste micro-organismen die deze reactie meer dan 3,5 Ga geleden eigen maakten zijn hoogstwaarschijnlijk methanogene Archaea geweest.
Vervolgens zijn ook de anaerobische chemosynthetische bacteriën geëvolueerd die ook in staat zijn energie te onttrekken aan anorganische stoffen. Deze eerste ecosystemen op de bodem van oceanen waar veel geologische warmte bestaat hadden waarschijnlijk temperaturen die veel hoger lagen gedurende de eerste miljard jaar sinds het ontstaan van de Aarde. De gereduceerde chemische stoffen werden door het geothermale uitgassen verspreid naar door zonlicht bereikte wateren. Er moet ook gedurende de overgang van het Hadeïcum naar het Archeïcum, zo'n 3 Ga geleden, een substantiële vermindering van de thermale activiteit geweest zijn, waardoor er voor heterotrofen en fotosynthetische micro-organismen nieuwe mogelijkheden ontstonden.